# Virupakshipuram
Virupakshipuram là một thị trấn thống kê (census town) của quận Vellore thuộc bang Tamil Nadu, Ấn Độ.

## Nhân khẩu
Theo điều tra dân số năm 2001 của Ấn Độ, Virupakshipuram có dân số 12.431 người. Phái nam chiếm 51% tổng số dân và phái nữ chiếm 49%. Virupakshipuram có tỷ lệ 71% biết đọc biết viết, cao hơn tỷ lệ trung bình toàn quốc là 59,5%: tỷ lệ cho phái nam là 76%, và tỷ lệ cho phái nữ là 66%. Tại Virupakshipuram, 9% dân số nhỏ hơn 6 tuổi.